# Aghasi Mammadov
Aghasi Mammadov (azerbajdžansko Ağası Məmmədov), azerbajdžanski boksar, * 1. junij 1980, Baku, Azerbajdžan. 